# Clubiona tsurusakii
Clubiona tsurusakii is een spinnenondersoort in de taxonomische indeling van de struikzakspinnen (Clubionidae).
Het dier behoort tot het geslacht Clubiona. De wetenschappelijke naam van de soort werd voor het eerst geldig gepubliceerd in 1987 door Hayashi.

## Voorkomen
De soort komt voor in Rusland en Japan.